# Tudo o que É Nosso
Tudo o que é Nosso é o extended play (EP) de inéditos da banda portuguesa de rock UHF. Editado em 2 de dezembro de 2016 pela AM.RA Discos, o disco foi escrito e produzido por António Manuel Ribeiro e masterizado por Rui Dias no Estúdio Mister Master (MM) na Costa da Caparica. As misturas finais foram dirigidas por João Martins no Estúdio Ponto Zurca, em Almada.
O extended play é composto por três inéditos e por uma versão rádio do tema homónimo. Este trabalho celebrou os trinta e oito anos de carreira da banda que culminaram nos concertos temáticos intitulados “Noites à Flor da Pele”. Foram dois memoráveis concertos que ocorreram no Hard Club, no Porto, e no Centro Cultural Olga Cadaval em Sintra, respetivamente, nos dias 2 e 3 de dezembro de 2016, em que reuniram os emblemáticos álbuns de estúdio À Flor da Pele (1981) e Noites Negras de Azul (1988) e tocaram as versões originais tal como foram editados no formato vinil, lado A e lado B na íntegra.
Tudo o que é Nosso conjuga o rock possante com a balada servida pela poesia, por vezes mordaz, na provocação do amor e na intervenção social. Canções que mantêm a linhagem do movimento 'rock português' – fundado pelos UHF – que acompanha a banda desde o início de carreira. Na era digital, os UHF fazem questão de manter no mercado o culto do disco no formato físico, uma prenda de Natal para os fãs que gostam de manusear a caixinha de plástico com o encarte e música dentro.

## Antecedentes e desenvolvimento
Com a independência discográfica conquistada em 1998, os UHF reforçaram o estatuto de gente adulta e atenta, que gosta de enfrentar o sistema e os poderosos denunciando os podres da sociedade. São uma banda claramente conotada de rock de intervenção, de natureza política. Num tempo de constantes ajustamentos ao fenómeno digital, tornou-se necessário desafiar o que antes foi rotina: Gravar um disco ou um par de canções. É o que os UHF fazem em segredo entre partidas e chegadas, ancorados num dos melhores estúdios áudio nacionais, o Ponto Zurca, em Almada. Escolhem o caminho que querem pisar, sem pressões ou obrigações contratuais, gravam quando querem, realizando sempre digressões nacionais.

No leme da digressão “UHF 300 canções”, iniciada em outubro de 2015, os UHF zarparam para mais uma corrida de um longo percurso que já conta com quinze álbuns de estúdio, cinco álbuns ao vivo, dez extended plays e dezanove coletâneas – com inéditos nos vários formatos – constituindo um legado inestimável no cancioneiro do rock nacional, ultrapassando as 300 canções registadas. O percurso de quase quatro décadas de estrada e de estúdio foi reconhecido e valorizado pela Sociedade Portuguesa de Autores, que atribuiu a prestigiada “Medalha de Honra da SPA” a António Manuel Ribeiro pelos 37 anos de carreira ininterrupta, e aos seus UHF, na cerimónia realizada no dia 29 de outubro de 2015 no auditório Maestro Frederico de Freitas, em Lisboa. No discurso solene que marcou a entrega da medalha, José Jorge Letria, presidente da cooperativa que gere o direito de autor, enalteceu a perfeita relação entre a sonoridade rock dos UHF e a qualidade poética do líder e compositor da banda:
| “ | António Manuel Ribeiro nunca abdica do profissionalismo (...) Sabe o que é preciso juntar para que as pessoas saibam ouvir o 'Grândola Vila Morena' com os ouvidos de hoje: É um homem lúcido, resistente e cuja qualidade poética tem vindo a melhorar de disco para disco. | ” |

O ano de 2016 foi preenchido pela digressão da coletânea global O Melhor de 300 Canções (2015) com concertos, muitos deles esgotados, em todo o país. Nos dias 2 e 3 de dezembro, os UHF inauguraram outro percurso na sua longa carreira realizando dois concertos temáticos, designados por “Noites à Flor da Pele”, respetivamente no Hard Club, Porto, e no Centro Cultural Olga Cadaval em Sintra. Esses espetáculos foram o somatório dos álbuns de estúdio À Flor da Pele (1981) e Noites Negras de Azul (1988),[carece de fontes?] tão marcantes para a música portuguesa, tocados na íntegra como se houvesse músicos sobre o vinil no prato do gira-discos. Curiosamente cada um dos álbuns incluía três singles de sucesso e duas canções tribais que marcaram a geração de 1980: "Rapaz Caleidoscópio" e "Sonhos na Estrada de Sintra". São discos cujo estatuto o tempo engrandece. Claro que, nos dois concertos, não foram esquecidos os dois temas do single extra de 1981 que acompanhou a primeira edição do álbum de estreia da banda, bem como o lado B do single "Rua do Carmo", apresentados no primeiro encore e que raramente foram tocados ao vivo. No segundo encore deram a conhecer dois inéditos do novo disco, para depois encerrarem o concerto com o imponente tema "Cavalos de Corrida",  perante uma multidão mais do que agradecida.
Tudo o que é Nosso foi lançado para celebrar esses espetáculos e o trigésimo oitavo aniversário da banda.[carece de fontes?] Teve uma edição para venda antecipada nos dias dos concertos. Um presente destinado aos fãs. Os UHF regressaram, assim, aos inéditos um ano após o tema "Soube Sempre que Eras Tu", lançado na coletânea global em 2015.

## Letras e temas
A canção "Tudo o que é Nosso" fala de uma relação casual intensa, as emoções que gravitam em torno da atração silvestre de dois corpos. Mais uma incontornável canção de amor – nobre sentimento por vezes demolidor – que povoa em larga escala o repertório da banda. Poesia simples, quente e sincera, envolvida numa sedutora melodia de baixo a clamar veemente pelo rock pujante das guitarras. O tema título do extended play apresenta-se ainda em versão radio.

Houve muitas noites de sexo

e pouco tempo de amor,

Essa espécie de sucesso

fogueira acesa sem calor.

Esse encontro de nós dois

uma viagem pelo cosmos,

A plenitude que fica depois

muito mais que dois corpos.

A vida é pouco mais

e é tanto nesse pouco,

Não é notícia de jornais

mas é tudo o que é nosso.

O cheiro de uma flor silvestre

o ar quente da primavera,

Tudo aquilo que apetece

que é tudo o que vale a pena.

A vida é pouco mais

e é tanto nesse pouco,

Não é notícia de jornais

mas é tudo o que é nosso.

— António Manuel Ribeiro.
 "A Música (de boca em boca)" é uma balada rock que se apresenta como um manifesto em nome dos autores portugueses. Uma chamada de atenção para a responsabilidade do património artístico, que é no fundo de todos nós, e da responsabilidade pelo presente que servirá a musica e os autores no futuro. "Toda a gente quer tocar guitarra/ Mas o disco quase morreu/ Todos querem música de graça/ Como se ela caísse do céu", quadra que subtilmente promove uma séria reflexão. O poder da canção para mudar o rumo da história – "Por salas nobres e romarias/ Abriu a porta à revolução" – foi também relembrado pelo autor, para depois propor um desenlace, caso não prevaleça a sensatez nas decisões: "Se um dia a música acabar/ Este mundo vai entristecer/ Num silêncio de assustar/ Pode o homem enlouquecer". A canção foi apresentada ao vivo, no dia 29 de outubro de 2015, na cerimónia de entrega da “Medalha de Honra da SPA” a António Manuel Ribeiro e aos UHF. Em maio de 2016, o tema foi regravado em dueto com Miguel Ângelo para ser apresentado, novamente na Sociedade Portuguesa de Autores, no encerramento da gala que homenageou o poeta Manuel Alegre com o prémio de consagração de carreira. Por fim, o terceiro e último inédito, "Sei que não me Enganei", é uma canção de (des)amor, relações que não dão certo, perduram, sufocam e nos enchem de raiva. A sonoridade da canção reflete um rock puro e duro e tenta descrever a implosão como um sentimento inevitável nessas situações.

## Lista de faixas
O extended play (EP) é composto por três faixas em versão padrão e por uma versão rádio. António Manuel Ribeiro é compositor em todas elas.
| EP             |                                   |                    |         |  |
| N.º            | Título                            | Compositor(es)     | Duração |  |
| 1.             | "Tudo o que é Nosso"              | António M. Ribeiro | 05:33   |  |
| 2.             | "A Música (de boca em boca)"      | António M. Ribeiro | 05:15   |  |
| 3.             | "Sei que não me Enganei"          | António M. Ribeiro | 04:55   |  |
| 4.             | "Tudo o que é Nosso" (Radio edit) | António M. Ribeiro | 04:40   |  |
| Duração total: | Duração total:                    | Duração total:     | 19:43   |  |

## Desempenho comercial
Tudo o que é Nosso não ocupou posição relevante na tabela de vendas.

## Créditos
Lista-se abaixo os profissionais envolvidos na elaboração de Tudo o que é Nosso, de acordo com o encarte do extended play.
| Músicos - António Manuel Ribeiro: vocal - António Côrte-Real: guitarras elétrica e acústica - Luís 'Cebola' Simões: baixos elétrico e acústico e vocal de apoio - Fernando Rodrigues: piano, baixo elétrico e vocal de apoio - Ivan Cristiano: bateria e vocal de apoio | Produção - António Manuel Ribeiro: produção - João Martins: gravação e misturas - Rui Dias: masterização - Catarina Tavares: concepção da capa |